# KK Split
El KK Split (Košarkaški Klub Split) es un club de baloncesto de la ciudad de Split en Croacia, que participa en la máxima categoría de la Liga Croata. Es uno de los máximos exponentes del baloncesto croata. Vivió su mayor esplendor a finales de los años 1980 y principios de los 90 cuando, con el nombre de Jugoplastika Split y posteriormente Pop 84 Split, y entrenados por Božidar Maljković, conquistó tres títulos de la Copa de Europa consecutivos, igualando el hito conseguido por el ASK Riga soviético 30 años antes. Por el equipo han pasado grandes jugadores como Toni Kukoč, Dino Rađa, Žan Tabak, Zoran Savić, Velimir Perasović, Duško Ivanović o Petar Naumoski.

## Historia
Las raíces del club se encuentran en la sección de baloncesto de la sociedad deportiva Hajduk, que se estableció en 1945. Después de tres años de actividad principalmente esporádica, en 1948, el club estableció su propia estructura organizativa conocida como KK Hajduk, que era independiente de la sociedad deportiva. En el año siguiente, 1949, el club cambió su nombre a KK Split.
Después de competir en las divisiones inferiores yugoslavas durante más de una década, el club finalmente llegó a la Primera Liga Federal Yugoslava de nivel superior, para la temporada 1963–64, y permaneció allí hasta la desintegración de Yugoslavia.
En 1967, el club adoptó, por razones de patrocinio, el nombre Jugoplastika (una fábrica de ropa, accesorios y productos de calzado, hecha de materiales termoplásticos y fibra de vidrio; el predecesor original de AD Plastik), y lo mantuvo hasta el final de la temporada 1989–90. En la siguiente temporada (1990–91), el club participó en las competiciones mundiales, nacionales nacionales y europeas, bajo el patrocinio de POP 84 (una empresa de ropa italiana de Ancona).
KK Split es uno de los clubes más exitosos en la historia del baloncesto europeo. Es uno de los dos únicos equipos en ganar el trofeo de la Copa de Europa tres veces consecutivas (en los años 1989, 1990 y 1991, con jugadores como Toni Kukoč, Dino Rađa, Žan Tabak, Zoran Savić y Velimir Perasović), junto con el ASK Riga letón, que lo consiguió 30 años antes siendo, además, el primer campeón de la competición. 
Además de estos éxitos, el club también alcanzó la final de la Copa de Europa en 1972 (perdió contra el Pallacanestro Varese), y la final de la Recopa de Europa en 1973 (perdió contra el Spartak Leningrado). KK Split también ganó dos Copas Korać consecutivas en 1976 y 1977.

## Denominaciones
- KK Hajduk (1945–1949)
- KK Split (1949–1967)
- KK Jugoplastika (1967–1990)
- KK POP 84 (1990–1991)
- KK Slobodna Dalmacija (1991–1993)
- KK Croatia Osiguranje (1993–1997)
- KK Split (1997–1999)
- KK Split CO (1999–2015)
- KK Split (2015–presente)

## Palmarés

### Títulos internacionales
- 3 Copas de Europa: 1989, 1990, 1991.

- Subcampeón en 1972.

- 2 Copa Korać: 1976 y 1977
- 1 Supercopa Europea (Torneo Inter. ACEB):  1990/91

### Títulos nacionales
- 6 Liga Yugoslava de Baloncesto:

1971, 1977, 1988, 1989, 1990, 1991.
- 5 Copa Yugoslava de Baloncesto:

1972, 1974, 1977, 1990, 1991.
- 1 Liga Croata de Baloncesto:

2003.
- 5 Copa Croata de Baloncesto:

1992, 1993, 1994, 1997, 2004.

## Jugadores del KK Split

### Jugadores históricos
- Željko Jerkov
- Toni Kukoč
- Velimir Perasović
- Dino Rađa
- Petar Skansi
- Žan Tabak
- Petar Naumoski
- Duško Ivanović
- Zoran Savić